# GameSpot
GameSpot là một website chuyên về trò chơi điện tử và cung cấp tin tức, bình luận, tải về, sự duyệt trước và nhiều thông tin khác. Website được đưa vào hoạt động vào ngày 1 tháng 5 năm 1996 bởi Pete Deemer, Vince Broady và Jon Epstein. Nó được mua lại bởi ZDNet, một nhãn hiệu mà sau này được bán cho CNET Networks. CBS Interactive đã mua lại CNET Networks vào năm 2008 và trở thành sở hữu hiện tại của GameSpot. GameSpot.com hiện là một trong 200 website có lượt truy cập nhiều nhất theo Alexa.
Ngoài những thông tin được cung cấp bởi đội ngũ của GameSpot, website còn cho phép người dùng của mình viết ra những đánh giá và blog của chính mình và gửi lên diễn đàn của website.
Năm 2004, GameSpot đã nhận được giải "Best Gaming Website" (trang web về trò chơi điện tử tốt nhất) bởi những người xem của chương trình Video Game Award Show của kênh Spike TV. GameSpot cũng nhận được giải Webby Awards trong nhiều năm. Một số website về trò chơi điện tử khác như IGN, 1UP.com, và GameSpy là những đối thủ lớn nhất của GameSpot. Tên miền gamespot.com đã thu hút ít nhất khoảng 60 triệu lượt truy cập năm 2008 theo một nghiên cứu của compete.com.
Trang chính của GameSpot có liên kết đến những tin tức, bình luận, sự duyệt trước mới nhất và các mục để đến với từng loại nền tảng như Wii, Nintendo DS, PC, Xbox 360, PlayStation Portable, PlayStation 2, PlayStation 3, và Nintendo 3DS. Nó còn có danh sách liệt kê các trò chơi được yêu thính nhất trên website và một bộ máy tìm kiếm để giúp người dùng có thể tìm kiếm trò chơi theo ý thích.
Vào tháng 9 năm 2009, GameSpot bắt đầu có những mục và đánh giá về iPhone, Android, và những trò chơi trên điện thoại di động khác. GameSpot cũng có đề cập đến những nền tảng ít được biết đến hơn như: Nintendo 64, Nintendo GameCube, Game Boy Color, Game Boy Advance, Xbox, PlayStation, Sega Saturn, Dreamcast, Neo Geo Pocket Color, N-Gage, và trò chơi trên điện thoại di động.

## Lịch sử
Khi mới được thành lập, website này chỉ tập trung vào mảng trò chơi PC. Website liên quan của nó, VideoGameSpot.com, được thành lập vào tháng 12 năm 1996 để phụ trách mảng trò chơi console. Năm 1997, trong một thời gian ngắn, VideoGameSpot.com chuyển thành VideoGames.com, vào năm 1998, hai trang web về mảng PC và console này đã kết hợp lại thành GameSpot.com.

## Những đánh giá và hệ thống chấm điểm
Tháng 1 năm 2001, GameSpot đã giới thiệu một số video đánh giá dành cho trò chơi điện tử, được áp dụng cho tất cả các trò chơi lớn. Những trò chơi mà các nhà bình luận tin rằng cần phải có sự đề cập đặc biệt (chẳng hạn như một trò chơi rất tệ) cũng sẽ được đánh giá bởi video.
Các trò chơi được đánh giá theo nhiều hạng mục khác nhau: cách chơi, đồ hoạ, âm thanh, giá trị và độ phê bình của người đánh giá. Mỗi hạng mục được chấm điểm bởi một số nguyên từ 1 đến 10, và năm số điểm nguyên này sẽ được tính chung bằng cách sử dụng cách tính trung bình cộng có trọng số để tìm ra số điểm cuối cùng. Nếu một trò chơi có điểm 9,0 trở lên, nó sẽ được gọi là "superb", và được tặng một sự công nhận có tên "Editor's Choice". Trong lịch sử của GameSpot chỉ có bảy trò chơi nhận được số điểm 10 hoàn hảo.
Ngày 25 tháng 6 năm 2007, GameSpot bắt đầu chấm điểm sử dụng độ chia nhỏ nhất là 0,5 thay vì 0,1. Nó cũng không sử dụng điểm phụ dành cho các hạng mục nữa. Thay vào đó, những nhà phê bình sẽ có một hệ thống huy chương, cho phép họ có thể nêu bật lên các đặc điểm của trò chơi như thiết kế, âm nhạc hoặc độ khó. GameSpot tin rằng hệ thống chấm điểm này sẽ là một hệ thống chi tiết hơn so với trước. Có một sự thay đổi đó là trò chơi được điểm 10 sẽ được gọi là "Prime" thay vì "Perfect" như trước.

### Những trò chơi được đánh giá cao nhất/thấp nhất
- 10 - Perfect: Chrono Cross[8]
- 10 - Perfect: The Legend of Zelda: Ocarina of Time (phiên bản Nintendo 64)[9]
- 10 - Perfect: Soulcalibur (phiên bản Dreamcast)[10]
- 10 - Perfect: Tony Hawk's Pro Skater 3 (phiên bản PlayStation 2)[11]
- 10 - Prime: Grand Theft Auto IV (phiên bản PlayStation 3 và Xbox 360)[12][13]
- 10 - Prime: Metal Gear Solid 4: Guns of the Patriots[14]
- 10 - Prime: Super Mario Galaxy 2[15]
- 9.9 - Near-perfect: NFL 2K[16]
- 9.9 - Near-perfect: NFL 2K1[17]
- 9.9 - Near-perfect: Perfect Dark (phiên bản Nintendo 64)[18]
- 9.9 - Near-perfect: Super Mario Bros. Deluxe[19]
- 9.9 - Near-perfect: Tekken 3 (phiên bản PlayStation)[20]
- 9.9 - Near-perfect: Tony Hawk's Pro Skater 2 (phiên bản Dreamcast và PlayStation)[21][22]

Big Rigs: Over the Road Racing là trò chơi duy nhất nhận số điểm 1,0 - ("abysmal"), số điểm thấp nhất mà một trò chơi có thể có.
Ghi chú: Số điểm gần hoàn hảo 9,9 không còn xuất hiện sau khi sử dụng hệ thống chấm điểm mới từ tháng 6 năm 2007.

### Trò chơi của năm
Mỗi năm, GameSpot đều tổ chức các giải thưởng Trò chơi Hay nhất và Trò chơi Dở nhất của Năm. GameSpot cũng cho phép người dùng của website bình chọn cho giải thưởng "Readers Choice" (người dùng bình chọn)
Các trò chơi giành giải Trò chơi của Năm (Game of the Year) của GameSpot cho đến nay:
- 1996: Diablo (PC)[24]
- 1997: Total Annihilation (PC)[25]
- 1998: The Legend of Zelda: Ocarina of Time (Nintendo 64)[26] and Grim Fandango (PC)[27]
- 1999: Soulcalibur (Dreamcast)[28] and EverQuest (PC)[29]
- 2000: Chrono Cross (PlayStation)[30] and The Sims (PC)[31]
- 2001: Grand Theft Auto III (PlayStation 2)[32] and Serious Sam: The First Encounter (PC)[33]
- 2002: Metroid Prime (GameCube)[34]
- 2003: The Legend of Zelda: The Wind Waker (GameCube)[35]
- 2004: World of Warcraft (PC)[36]
- 2005: Resident Evil 4 (GameCube)[37]
- 2006: Gears of War (Xbox 360)[38]
- 2007: Super Mario Galaxy (Wii)[39]
- 2008: Metal Gear Solid 4: Guns of the Patriots (PlayStation 3)[40]
- 2009: Demon's Souls (PlayStation 3)[41]
- 2010: Red Dead Redemption (Xbox 360, PlayStation 3) [42]

### Trò chơi Dở nhất Năm/Trò chơi Hết sức Dở của Năm
Mỗi năm GameSpot cũng tìm ra một Trò chơi Hết sưc Dở (Flat-Out Worst Game) (trước năm 2003 được biết đến là Trò chơi Dở nhất của Năm - "Worst Game of the Year"). Giải thưởng này nằm trong hạng mục Dubious Honors. Cũng như giải "Trò chơi của Năm", GameSpot cũng có giải "Readers' Choice" cho "trò chơi Hết sức Dở của Năm".
- 1996: Catfight (PC)
- 1997: Conquest Earth (PC)
- 1998: Spawn: The Eternal (PlayStation) and Trespasser (PC)
- 1999: Superman (N64) and SkyDive! (PC)
- 2000: Spirit of Speed 1937 (Dreamcast) and Blaze & Blade (PC)
- 2001: Kabuki Warriors (Xbox) and Survivor (2001 video game) (PC)
- 2002: Jeremy McGrath Supercross World (GameCube), Gravity Games Bike: Street Vert Dirt (PS2 & Xbox), Mortal Kombat Advance (Game Boy Advance) và Demonworld: Dark Armies (PC)
- 2003: Gods and Generals (PC)
- 2004: Big Rigs: Over the Road Racing (PC)
- 2005: Land of the Dead: Road to Fiddler's Green (Xbox & PC)
- 2006: Bomberman: Act Zero (Xbox 360)
- 2007: Hour of Victory (Xbox 360)
- 2008: M&Ms Kart Racing (Wii & DS)
- 2009: Stalin vs. Martians (PC)
- 2010: Fighters Uncaged (Kinect)